# Manden af stål
Manden af stål er en amerikansk stumfilm fra 1919 af Edward LeSaint.

## Medvirkende
- Tom Mix som Billy Porter
- Eva Novak som Pearl Matthews
- Charles K. French som John B. Prescott
- Hayward Mack som Philip Malcolm
- Lee Shumway som Knockout McCluskey